# Окисление
Окисле́ние — химический процесс, сопровождающийся увеличением степени окисления атома окисляемого вещества посредством передачи электронов от атома восстановителя (донора электронов) к атому окислителя (акцептору электронов).
Этот термин был введён в конце XVIII — начале XIX в. академиком В. М. Севергиным и использовался для обозначения реакций взаимодействия веществ с кислородом воздуха.
В некоторых случаях при окислении молекула исходного вещества может стать нестабильной и распасться на более стабильные и мелкие части. При этом некоторые из атомов получившихся молекул имеют более высокую степень окисления, чем те же атомы в исходной молекуле.
При окислении вещества в результате отдачи электронов увеличивается его степень окисления.
Например: медь+кислород=окисленная медь+энергия

## Горение
В атмосфере воздуха (и в чистом кислороде) способны гореть различные вещества: простые элементы (металлы и неметаллы), неорганические (например, сероводород H2S, монооксид углерода CO, пирит FeS2) и органические вещества. Однако наибольшее практическое значение как горючие вещества (топливо) имеют: природный газ, нефть, уголь, торф и др. Эти вещества в основном состоят из сложных смесей углеводородов, с незначительным содержанием кислород-, серо- и азотсодержащих органических соединений и включением следовых количеств соединений других элементов.